# 003 Horizons
003 Horizons (reso graficamente come #003 Horizons) è il sesto EP del musicista italiano Dardust, pubblicato il 1º luglio 2022 dalla Masterworks.

## Descrizione
Anticipato dal singolo Horizon in Your Eyes, reso disponibile il 6 maggio e presentato dal vivo quattro giorni più tardi durante la serata finale dell'Eurovision Song Contest 2022 tenuta a Torino, si tratta del terzo dei quattro EP distribuiti dall'artista come anticipazione al quinto album Duality e presenta al suo interno anche la composizione per solo pianoforte Nuvole in fiore, presentato il 17 giugno insieme al relativo visualizer su YouTube.

## Tracce
1. Horizon in Your Eyes – 3:54
2. Nuvole in fiore – 4:48

## Formazione
Hanno partecipato alle registrazioni, secondo le note di copertina di Duality:
Musicisti
- Dario Faini – voce, elettronica, sintetizzatore, programmazione e dubbing (traccia 1), pianoforte (traccia 2)
- Enrico Gabrielli – flauto traverso, sassofono e clarinetto basso (traccia 1)
- Astrality – dubbing aggiuntivo (traccia 1)
- Chiara Khilibe Codetta – taiko (traccia 1)
- Tobia Galimberti – taiko (traccia 1)
- Giorgio De Lauri – FX (traccia 1)

Produzione
- Dardust – produzione
- Taketo Gohara – supervisione artistica (traccia 1), produzione (traccia 2)
- Niccolò Fornabaio – registrazione (traccia 1)
- Antonio Polidoro – assistenza tecnica (traccia 1)
- Vanni Casagrande – assistenza alla programmazione e al dubbing (traccia 1)
- Irko – missaggio e mastering (traccia 1)
- Davide Dell'Amore – assistenza alla registrazione (traccia 2)
- Francesco Donadello – missaggio (traccia 2)
- Egidio Galvan – mastering (traccia 2)